# Voit von Rieneck

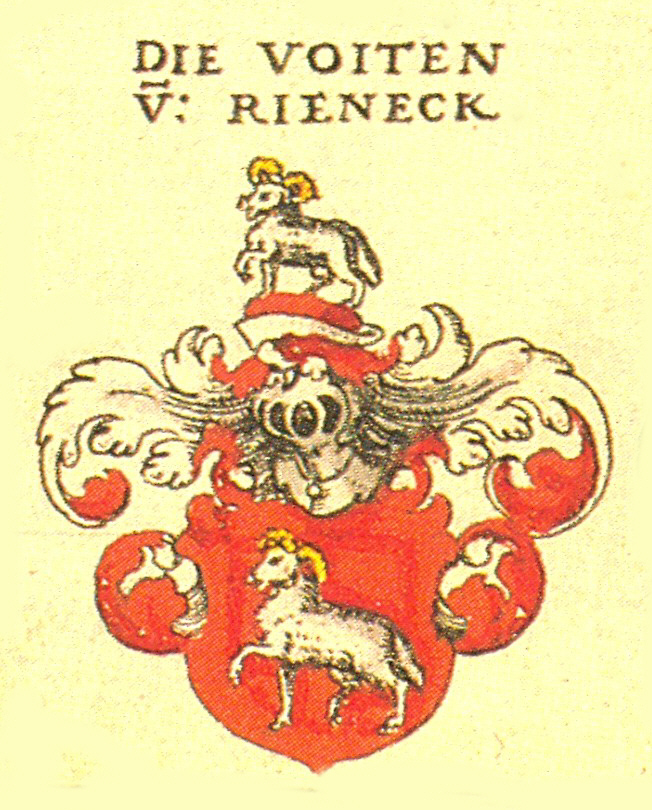
Wappen der Familie der Voit von Rieneck nach Siebmachers Wappenbuch

Die Familie der Voit von Rieneck war ein fränkisches Adelsgeschlecht mit Besitzungen im Ritterkanton Gebürg. 

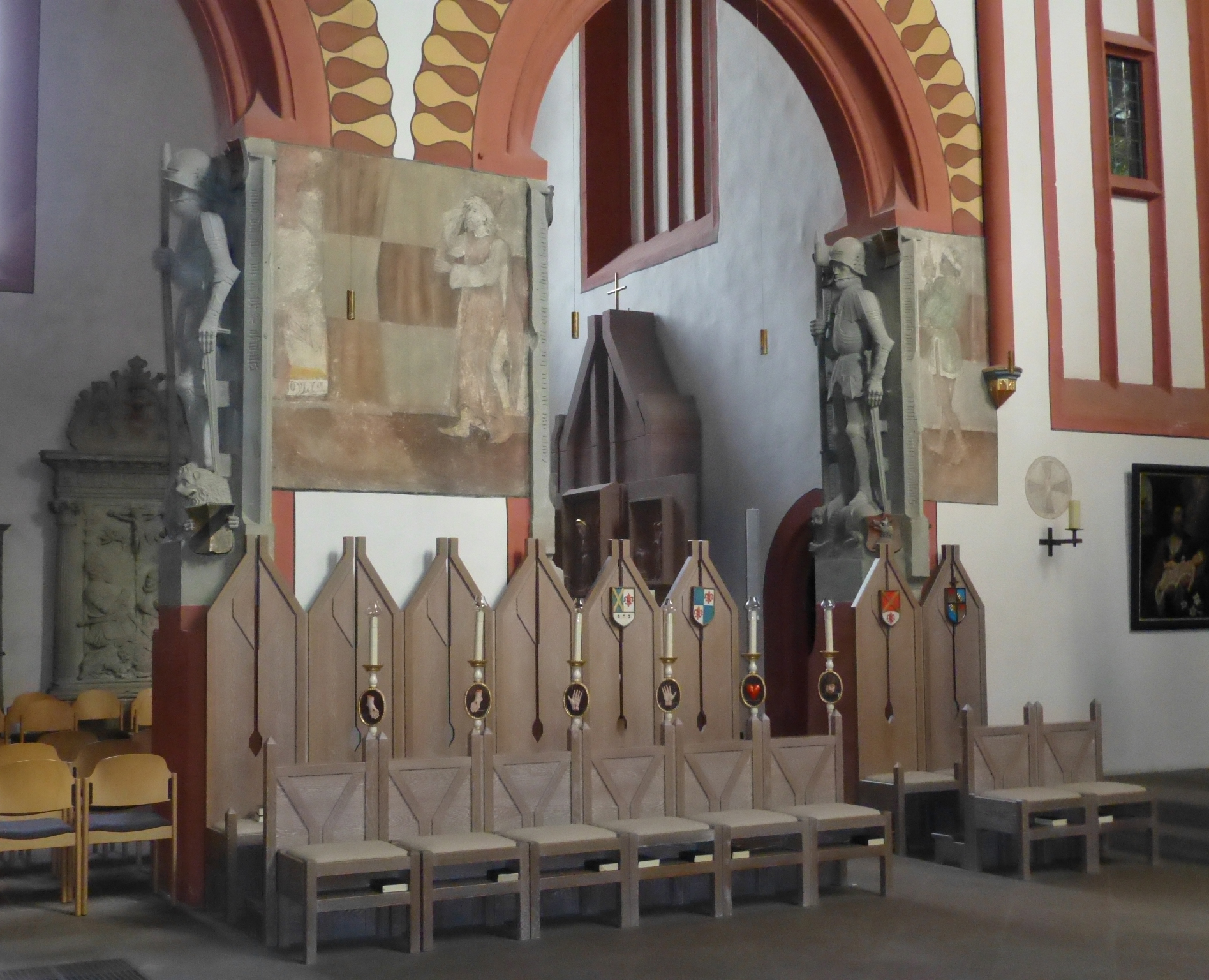
Rieneck-Kapelle in der Kirche St. Andreas in Karlstadt am Main

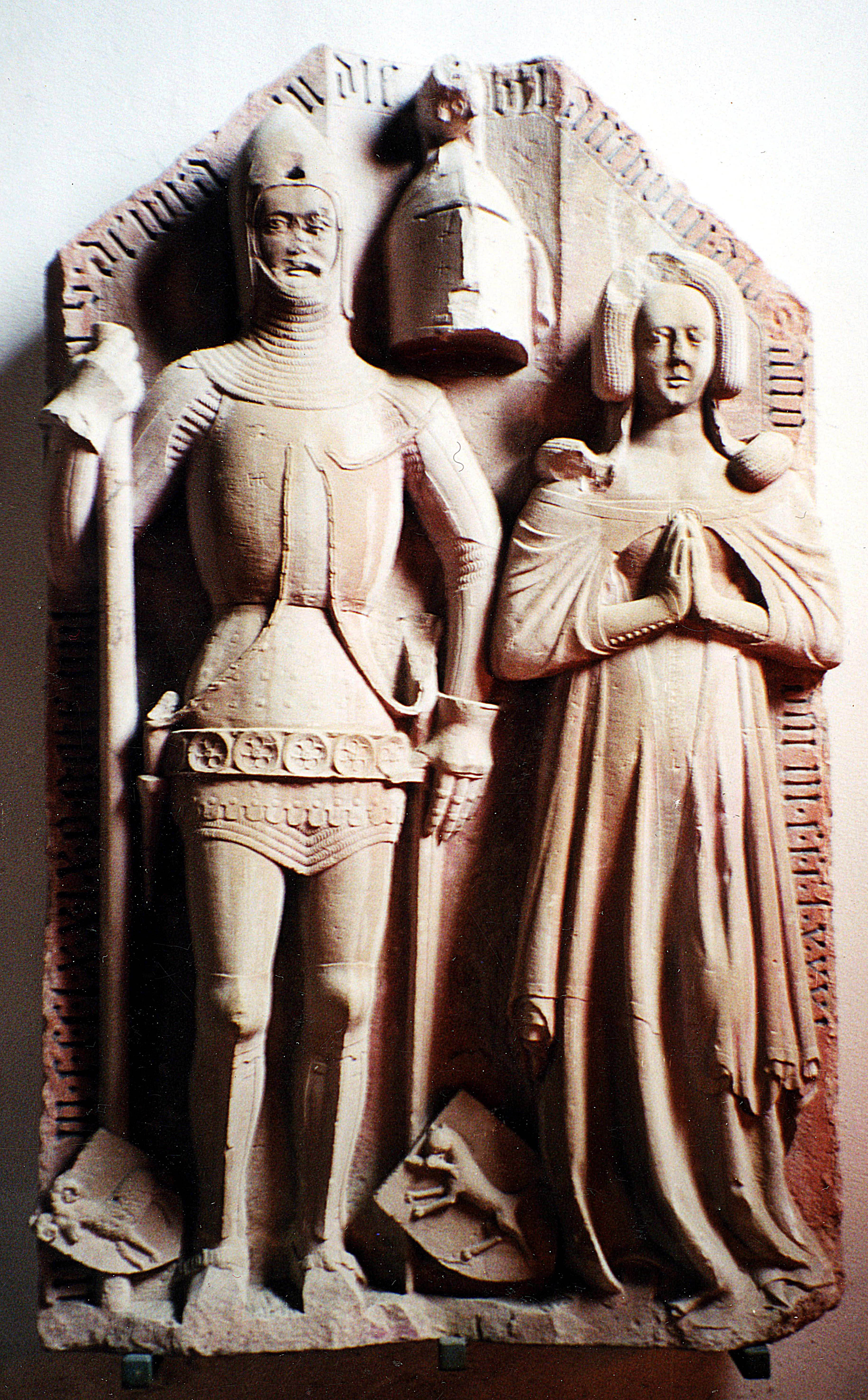
Doppelgrabmal des Ritters Gottfried Voit von Rieneck und seiner Gattin (Bibra (Adelsgeschlecht) ?) (+1379 und +1381) Katholische Pfarrkirche Sankt Michael und Gertrud & Ehemalige Benediktinerklosterkirche Sankt Martin und Maria, Neustadt am Main

## Ursprung
Der namensgebende Ort Rieneck ist heute eine Stadt im unterfränkischen Landkreis Main-Spessart. Die Voits von Rieneck wurden erstmals 1272 urkundlich erwähnt und waren zunächst Ministeriale der Grafen von Rieneck.
1697 kaufte Carl Friedrich Freiherr Voit von Rieneck zu Trun- und Traustadt die Herrschaft Wildenstein vom Hochstift Bamberg. Die Familie wurde kurz darauf von Kaiser Leopold I in den Reichsgrafenstand erhoben.
Nach dem Aussterben der Voit von Rieneck im Jahr 1823 fiel deren Besitz an das Königreich Bayern und wurde an den königlichen Finanzminister Freiherr Maximilian von Lerchenfeld verliehen.

## Verbreitung
Burg Gaillenreuth, Grafengehaig, Heinersreuth, Helmershausen, Presseck, Herrschaft Wildenstein

## Persönlichkeiten
- Ulrich Voit von Rieneck, Domherr von Würzburg
- Jörg Voit von Rieneck († 25. Februar 1467), Amtmann des Domkapitels in Würzburg
- Christoph Voit von Rieneck († 20. Januar 1601), Deutschordensritter, Komtur in Münnerstadt, Komtur in Würzburg
- Philipp Valentin Voit von Rieneck (1612–1672), Fürstbischof von Bamberg (1653–1672)
- Karl Friedrich Voit von Rieneck († 1703), Dompropst im Bistum Würzburg

## Wappen
Der Wappenschild zeigt einen silbernen Widder mit goldenen Hörnern auf rotem Grund. Der Widder wiederholt sich auch als Helmzier.
Es wird angenommen, dass das Wappen der Voit von Rieneck die Grundlage des heutigen Gemeindewappens von Burgsinn bildet. Das Wappen der ehemaligen Gemeinde Trunstadt erinnert an das Geschlecht.

Wappen des Marktes Burgsinn
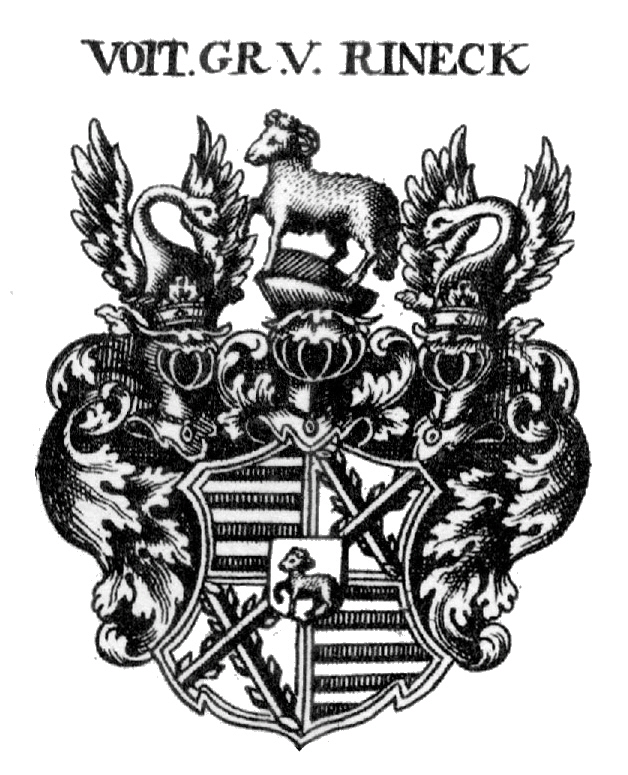
Wappen der Voit von Rieneck